# 克莱兹默

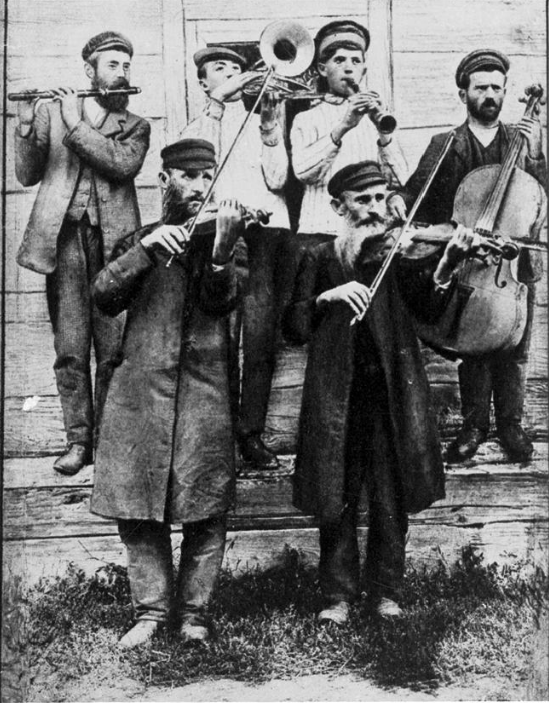
1925年乌克兰犹太婚礼上的克莱兹默乐队

克莱兹默（意第緒語：‎）是东欧德裔阿什肯纳兹犹太人的传统器乐，最初起源于犹太婚礼及和其他庆祝仪式上使用的舞蹈音乐。
克莱兹默的曲风特点富有情绪化，包括模仿笑声和抽泣的元素。罗马尼亚音乐对克莱兹默的影响较大，包括传统的霍拉舞及多依娜音乐。
美国的克莱兹默音乐是1880-1924年间的东欧犹太移民带来的，并在1970年代出现复兴。